# 弗兰·瓦斯奎兹

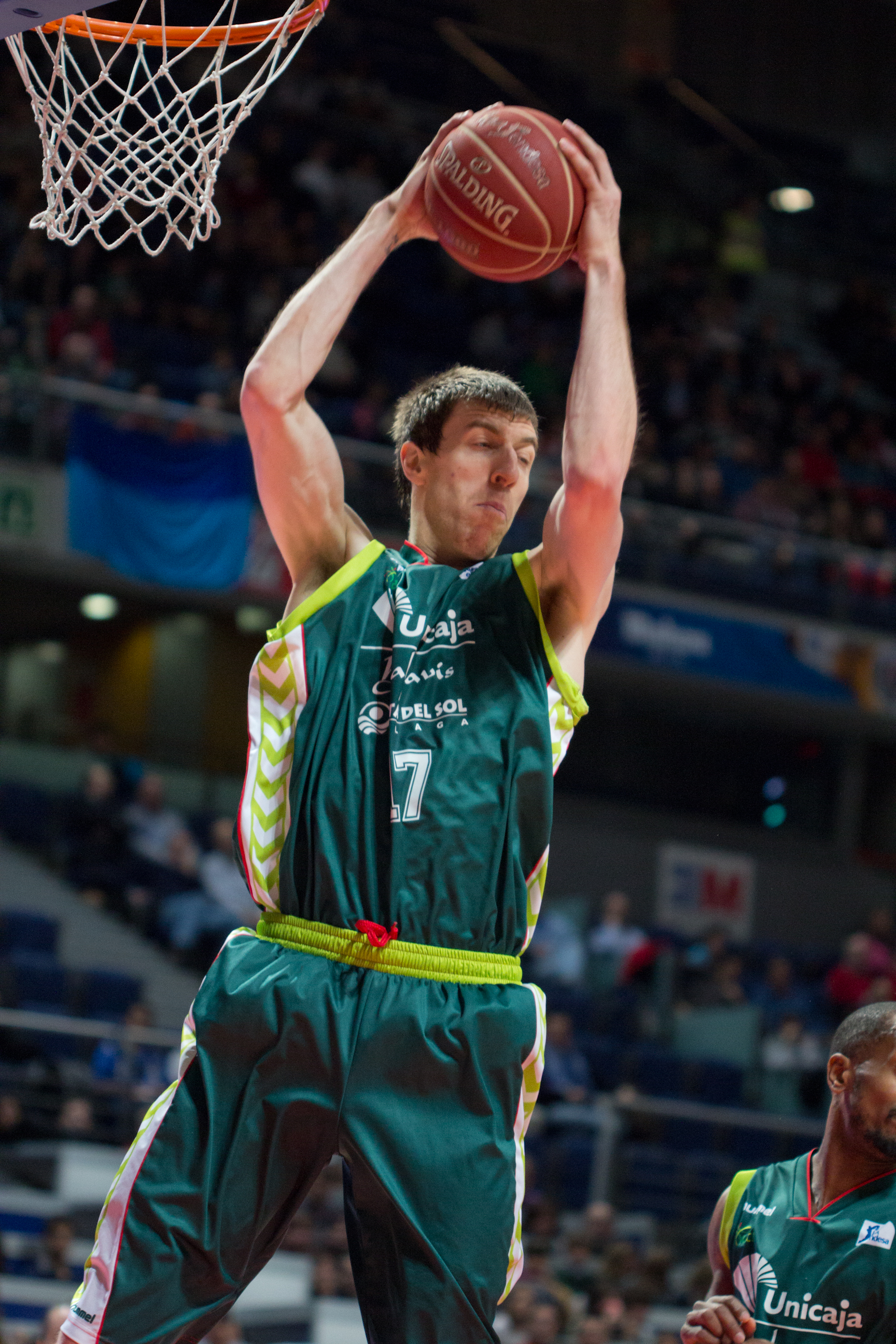
弗兰·瓦斯奎兹（2013年）

弗朗西斯科·瓦斯奎兹·岡薩雷斯（西班牙語：Francisco Vázquez González，1983年5月1日—）是一名退休的西班牙職業籃球運動員，他於2005年NBA选秀第一輪第11順位被奧蘭多魔術選中，但他最後並沒有到NBA報到，而是決定留在西班牙打球，使魔術隊平白浪費一個首輪選秀權。